# Kaša
Kaša je vlněná tkanina v plátnové nebo keprové vazbě používaná na dámské pláště a kostýmy.
Vyrábí se z mykané ovčí vlny, podle jiných definicí jen z kašmírské vlny.
Výraz kaša pochází pravděpodobně z ruského каша = kaše. Ve 20. letech se tak začal označovat tento druh textilií, jako vlnařská tkanina byla kaša oblíbená ještě asi do poloviny 20. století. (Např. v roce 1954 ze směsi merinová vlna/polyakryl).
V 21. století se nabízí v této formě jen ojediněle. Pod názvem Kasha je však v textilním obchodě dobře známá podšívkovina ze směsi acetát/bavlna.